# Mottenfraßnekrose
Als Mottenfraßnekrose wird die Zerstörung von Leberparenchymzellen durch Nekrose und Apoptose am Rand eines Leberläppchens im Sinne einer auch sogenannten Grenzzonenhepatitis bezeichnet. Mottenfraßnekrosen werden als typischer histologischer Befund bei einer chronisch-aggressiven Hepatitis beobachtet.
Gleichzeitig sind dabei lymphohistiozytäre Entzündungen der Portalfelder zu sehen (es können also Lymphozyten und Histiozyten nachgewiesen werden; zudem in geringerem Ausmaß auch Plasmazellen).